# Triangolo di Kionga

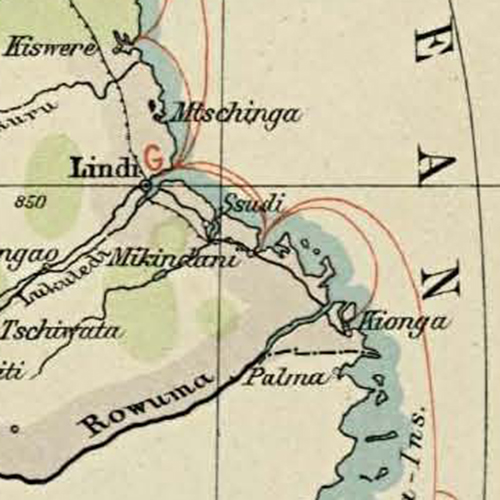
Triangolo di Kionga nel nord Mozambico

Il Triangolo di Kionga era un piccolo territorio posto al confine tra l'Africa Orientale tedesca (in gran parte l'attuale Tanzania) e la colonia portoghese del Mozambico, per un totale di circa 1.000 km².

## Storia
La sua peculiarità era dovuta al fatto che era l'unico territorio tedesco sulla riva destra del fiume Ruvuma, dando ai tedeschi l'effettivo controllo della foce.
La Conferenza di Berlino del 1885 aveva riconosciuto i diritti di sovranità del Portogallo su tutti i territori a sud del Rovuma, ma nel 1892 i tedeschi rivendicarono il territorio tra il fiume e il capo Thin, circa 32 km più a sud, e il 16 giugno 1894 la marina tedesca occupò la cittadina di Kionga e la zona circostante, per una superficie di circa 395 km². Nel 1910 la popolazione era di circa quattromila abitanti.
Il 23 febbraio del 1916, in piena Prima guerra mondiale, il Portogallo dichiarò guerra alla Germania, su richiesta del Regno Unito; il 9 giugno seguente, la Conferenza economica degli Alleati decise che tra le condizioni per la pace il Portogallo avrebbe ottenuto il triangolo di Kionga, e nella seconda metà del 1916 truppe portoghesi provenienti dal Mozambico occuparono la regione del triangolo.
Dopo la guerra, il trattato di Versailles definì il Rovuma come confine tra il Mozambico e il nuovo possedimento britannico del Territorio del Tanganica, attribuendo in tal modo il triangolo ai portoghesi come risarcimento di guerra; il territorio fu poi ufficialmente reintegrato nel Mozambico con la legge n. 962 del 2 aprile 1920. Con l'indipendenza del Mozambico, il 25 giugno 1975, la zona fu inserita della provincia di Cabo Delgado.

## Francobolli

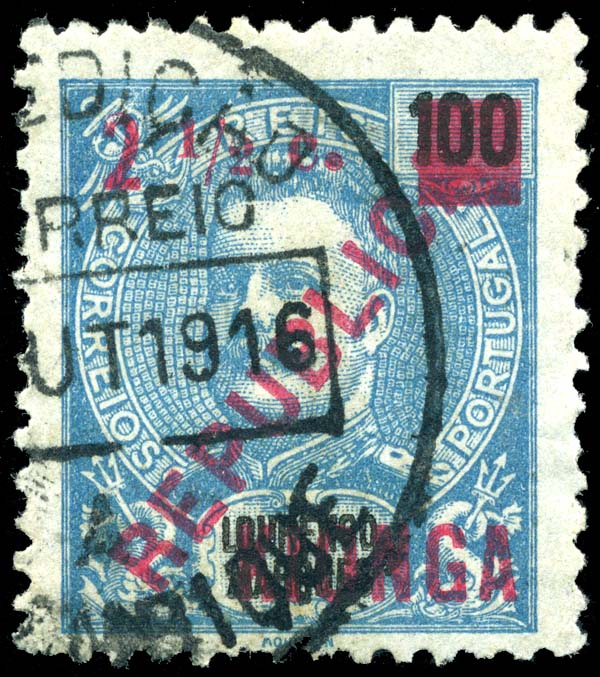
Francobollo portoghese del 1898 con Carlo I del Portogallo con sovrastampatato "KIONGA"

Durante l'occupazione portoghese del triangolo fu emessa una particolare serie di francobolli. Il 29 maggio 1916, 100 reis di francobolli di Maputo furono sovrastampati con la scritta "KIONGA" con i valori di ½, 1, 2 ½, e 5 centavos; inoltre vi fu sovrimpressa la parola "REPUBLICA", perché si trattava di vecchi francobolli del periodo di regno del penultimo re del Portogallo, Carlo I (la monarchia era stata abolita nel 1910). Questi furono i soli francobolli specificamente adattati per Kionga. Nel 2002, il Catalogo Scott ne ha stimato il prezzo medio di acquisto di un esemplare di alta qualità a più di 70 dollari.